# Străteni
Străteni – wieś w Rumunii, w okręgu Botoszany, w gminie Lozna. W 2011 roku liczyła 946 mieszkańców.